# Folkušová
Folkušová (ungarisch Folkusfalva) ist eine Gemeinde in der nördlichen Mitte der Slowakei mit 158 Einwohnern (Stand 31. Dezember 2024) und Teil des Okres Martin im Žilinský kraj in der Landschaft Turz.

## Geographie
Die Gemeinde befindet sich im Ostteil des Talkessels Turčianska kotlina am Übergang in die Große Fatra. Das Ortszentrum liegt auf einer Höhe von 520 m n.m. und ist 16 Kilometer von Martin entfernt.

## Geschichte
Folkušová wurde zum ersten Mal 1331 als „villa Folkus“ schriftlich erwähnt. Andere Namen waren „Folco Villa“ (1355), „Folkusfalua“ (1359), „Ffolkasfalwa“ (1391), „Folkusovalva“ (1552), „Folkosfalua Zobozlo olim“ (1736), „Folkussowa“ (1773). Im Jahr 1785 lebten 359 Menschen in 62 Häusern. Im Jahre 1828 waren es 248 Einwohner in 30 Häusern, die hauptsächlich in der Landwirtschaft tätig waren. Außerdem lebten einige Künstler und Handwerker, Kürschner, Weber und Korbflechter in dem Dorf.

## Bevölkerung
| Jahr                | 1994 | 2004    | 2014    | 2024     |
| ------------------- | ---- | ------- | ------- | -------- |
| Anzahl der Personen | 130  | 128     | 137     | 158      |
| Unterschied         |      | −1,53 % | +7,03 % | +15,32 % |

| Jahr                | 2023 | 2024    |
| ------------------- | ---- | ------- |
| Anzahl der Personen | 157  | 158     |
| Unterschied         |      | +0,63 % |

Ergebnisse nach der Volkszählung 2001 (122 Einwohner):
| Nach Ethnie: - 98,36 % Slowaken - 1,64 % Tschechen | Nach Konfession: - 54,10 % evangelisch - 26,23 % römisch-katholisch - 9,84 % keine Angabe - 6,56 % konfessionslos |

## Weblinks

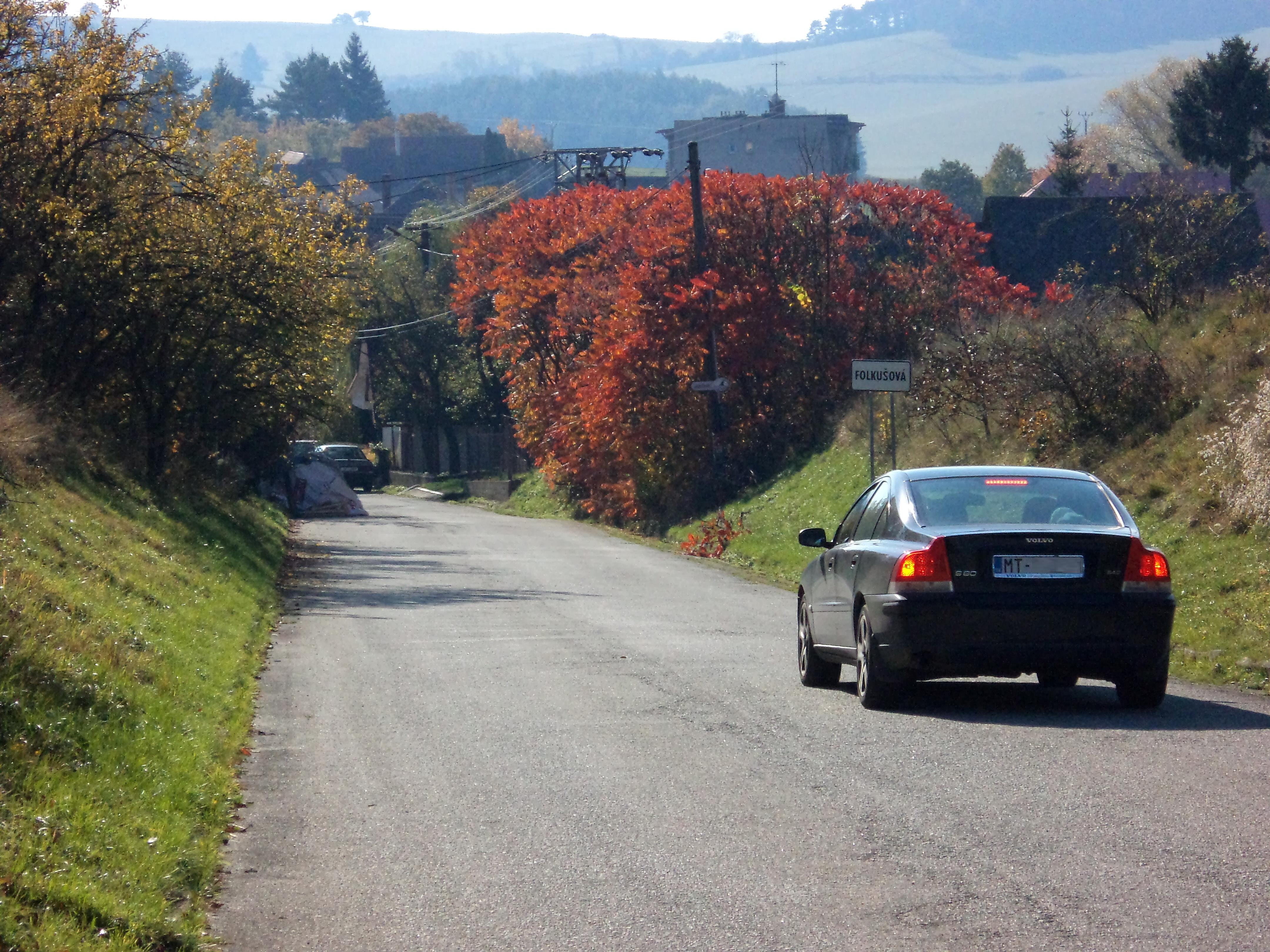
Folkušová (Sommer)
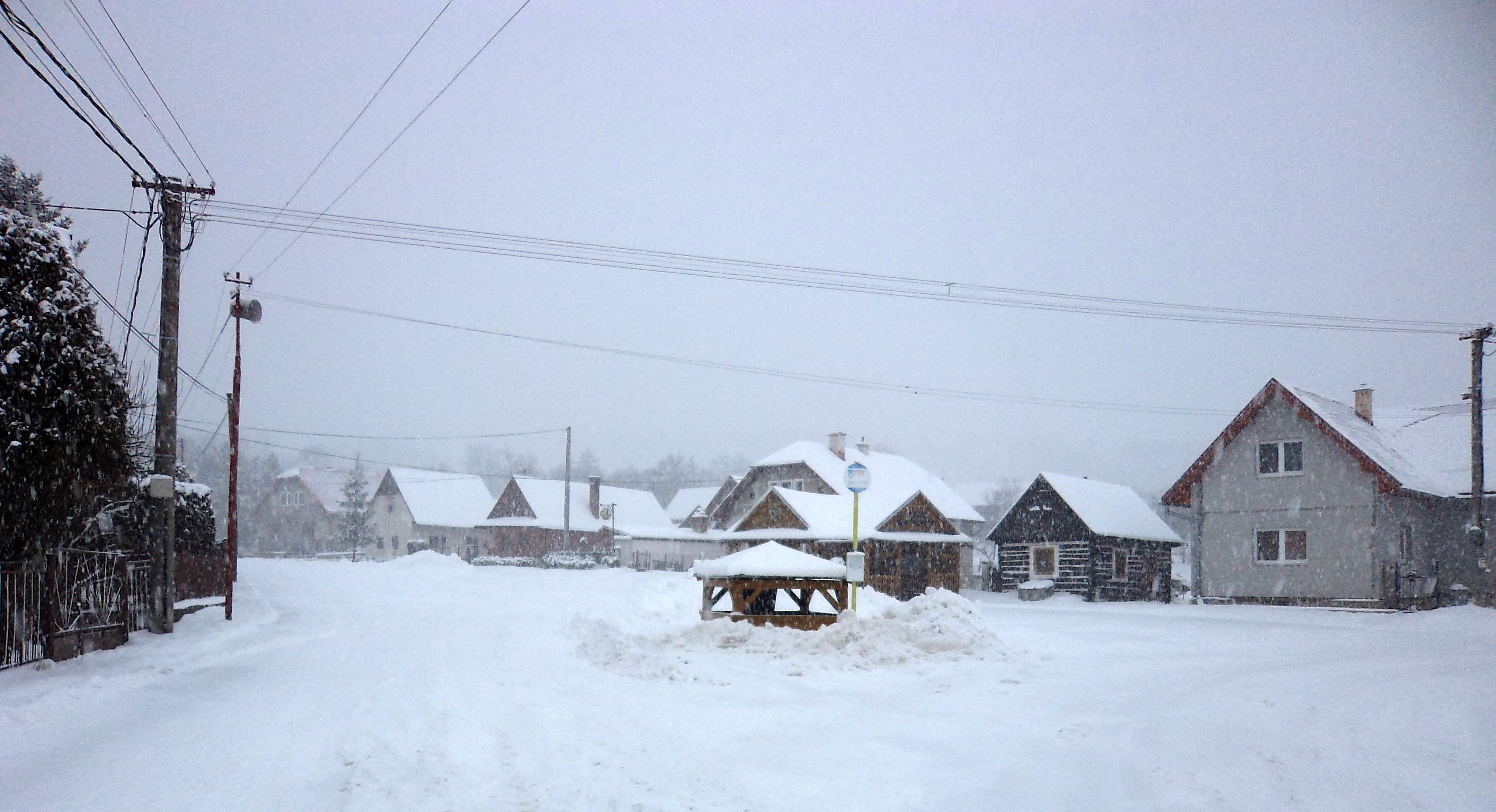
Folkušová (Winter)
Flagge von Folkušová